# 臺灣總督府高等商業學校
25°02′26″N 121°31′30″E / 25.040519°N 121.525081°E
臺灣總督府高等商業學校，是1919年4月大日本帝國在臺灣所設立的高等商業學校，1926年改稱「臺北高等商業學校」，1944年改稱「臺北經濟專門學校」。

## 概要
臺灣總督府高等商業學校，為臺灣總督府所設立之高等商業學校。第二次世界大戰時，該校改由文部省所管轄。除本科以外，另設置有貿易專修科（後稱「南方經濟專修科」）、東亞經濟專修科。根據《臺灣總督府高等商業學校規則》，該校招收臺灣島內外對商業有興趣之男子，惟教員與學生仍以日本人為主。第二次世界大戰時，改稱為臺北經濟專門學校（臺北經專）。1945年日本戰敗後，國民政府接收該校，並改名為臺灣省立臺北商業專科學校。1946年9月升格為臺灣省立法商學院（並非和國立臺北大學前身同一所）。1947年1月併入國立臺灣大學法學院，改成國立臺灣大學法學院商學系。1987年改組為國立臺灣大學管理學院。

## 沿革
- 1919年4月：根據第61號勅令，在臺北成立「臺灣總督府高等商業學校」（主要供日本人就讀），設置本科，修業年限3年；及1919年在臺南成立「臺灣總督府商業專門學校」（主要供台灣人就讀）。
- 1919年6月：第1回入學典禮。徐州路校舍尚未建好，校址暫借臺灣總督府舊廳舍（今臺北市中山堂所在地）。[1]
- 1922年2月：校內研究團體「南支南洋經濟研究會」（南經）成立，發行《南支南洋研究》會刊。前後棟教室完工。[1]
- 1925年3月底：行政大樓與警衛室完工。校舍工程由總督府土木局營繕課技手梅澤捨次郎設計，承包商為池田好治。[1]
- 1926年8月：由於「臺南高等商業學校」的成立，因而改稱為「臺北高等商業學校」。
- 1929年3月：臺南高等商業學校被編入臺北高等商業學校，並改名為「臺北高等商業學校臺南分校」。
- 1930年3月：配合臺南設立高等工業學校（今國立成功大學前身），臺南分校廢校。
- 1934年10月：校內研究團體「南邦經濟學會」（南邦）設立，發行《南邦經濟》會刊。
- 1936年3月：貿易專修科設置（修業年限1年）。
- 1940年3月：貿易專修科分割為第1部和第2部（支那科）。
- 1941年4月：東亞經濟專修科設置。
- 1942年：由於大日本帝國政府「內外地行政一元化」政策，改由文部省管轄。
- 1943年：貿易專修科改稱為南方經濟專修科。
- 1944年：改稱為「臺北經濟專門學校」。
- 1945年：中華民國接收，改名為「臺灣省立臺北商業專科學校」（在徐州路）。
- 1946年9月：升格為「臺灣省立法商學院」（在徐州路）。
  - 但與台灣省立行政專科學校於1955年升格的「臺灣省立法商學院」不是同一所學校。
- 1947年1月：國立臺灣大學法學院接收，並改稱為「國立臺灣大學法學院商學系」。
- 1987年：自國立臺灣大學法學院獨立，改組為「國立臺灣大學管理學院」。

## 歷任校長
| 任別  | 姓名       | 備註                         |
| ----- | ---------- | ---------------------------- |
| 第1任 | 隈本繁吉   | 同時兼任臺灣總督府學務部部長 |
| 第2任 | 片山秀太郎 | 臺灣總督府參事官             |
| 第3任 | 豐田勝藏   | 臺灣總督府參事官             |
| 第4任 | 小川尚義   | 臺灣總督府編修官             |
| 第5任 | 武田英一   | 東京商科大學                 |
| 第6任 | 切田太郎   |                              |
| 第7任 | 遠藤壽三   |                              |
| 第8任 | 石崎政治郎 |                              |

## 校地與建築
1919年校址為臺灣總督府之舊廳舍（今址為臺北市中山堂及臺北市政府警察局大樓），1922年遷移至臺北市幸町117番地（今臺北市中正區徐州路21號）。1947年與臺灣大學法學院共用同一棟校舍。1987年升格後，於1993－1994年搬至公館校區；原有之幸町校地則交給由法學院分設之臺灣大學法律學院與社會科學院共同使用，社會科學院於2015年搬遷至公館校區，法律學院於2009年6月23日搬至公館校區；此地未來預定轉給進修推廣部使用，目前由國立臺灣博物館租用一部份作為臨時辦公室使用。
2020年7月30日，曾任教於臺大法學院的首任民選中華民國總統李登輝逝世後，李登輝基金會與其台日友人便開始籌設「李登輝紀念圖書館」或「李登輝紀念館」。2021年7月29日，李登輝基金會宣布將與國立臺灣大學合作於舊國立臺灣大學法學院（王大閎設計，1963年啟用）成立「李登輝紀念圖書館」；未來與台大簽訂MOU後將自籌相關經費。

### 文化資產
1998年臺北市政府以「臺大法學院」將校區內的校門、行政大樓、兩排兩層清水紅磚教室與心字池登錄為市定古蹟範圍保護，2019年4月再將圖書館（王大閎設計，1963年啟用）與警衛室納入市定古蹟。

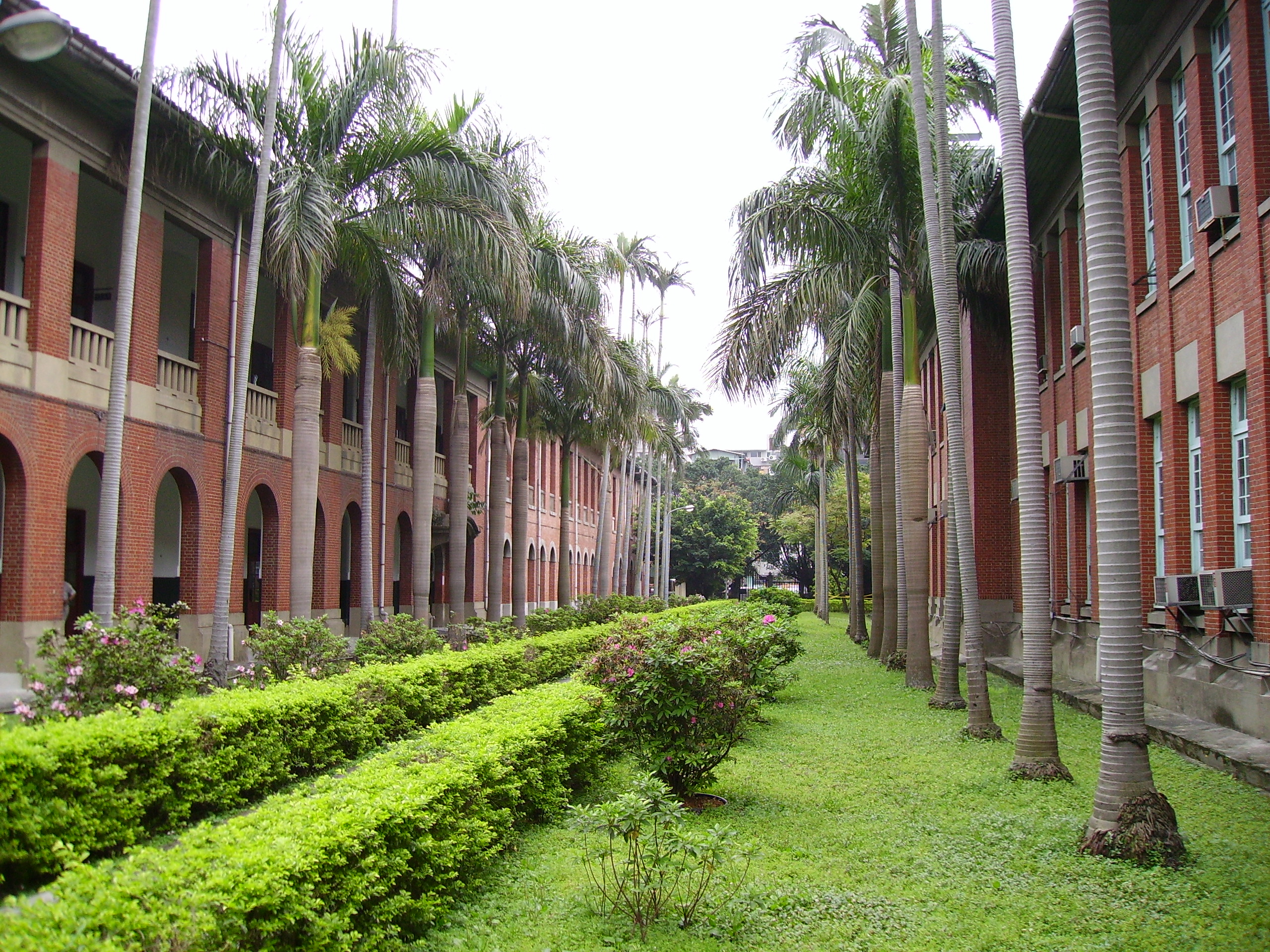
校區
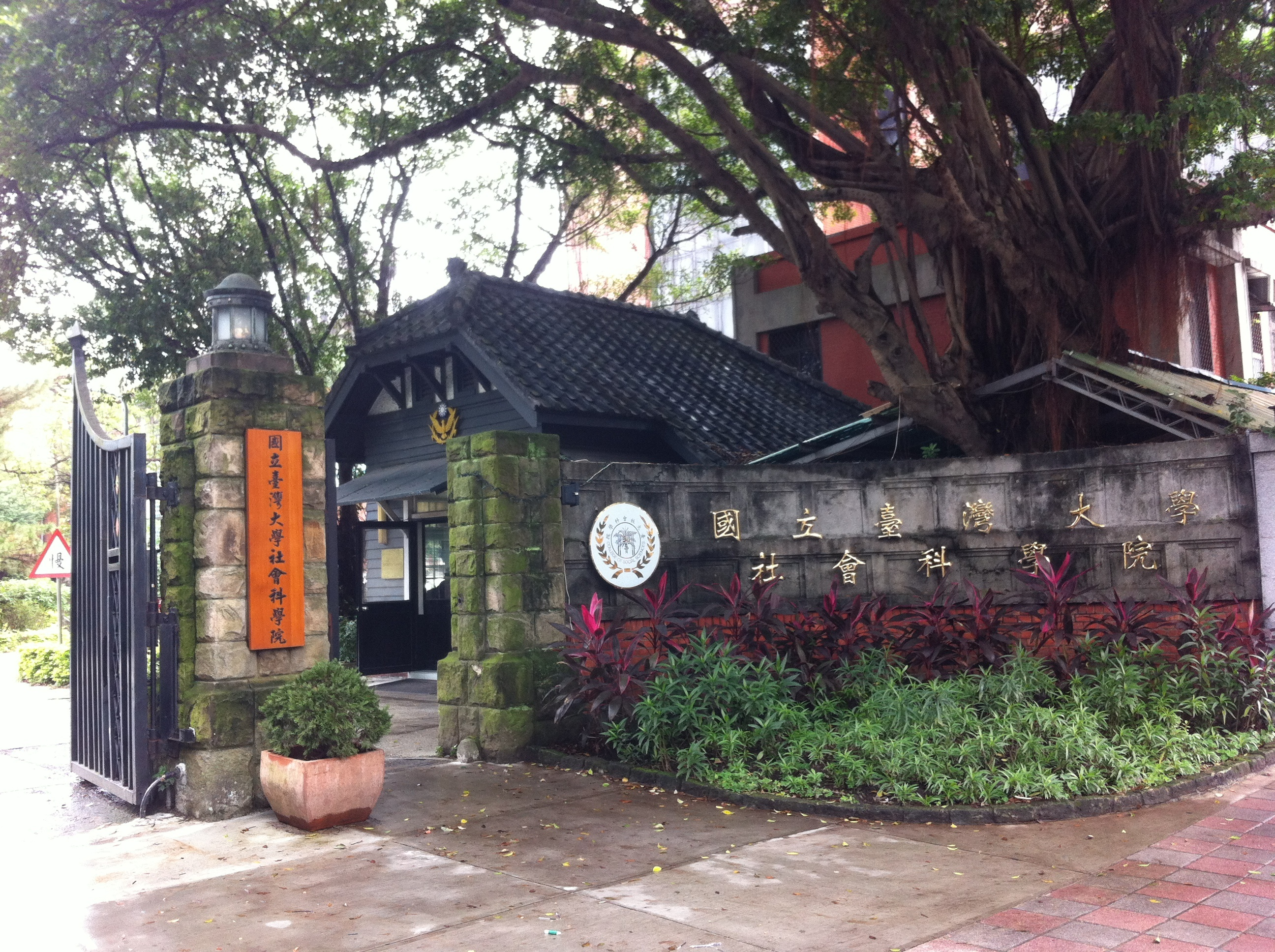
校門
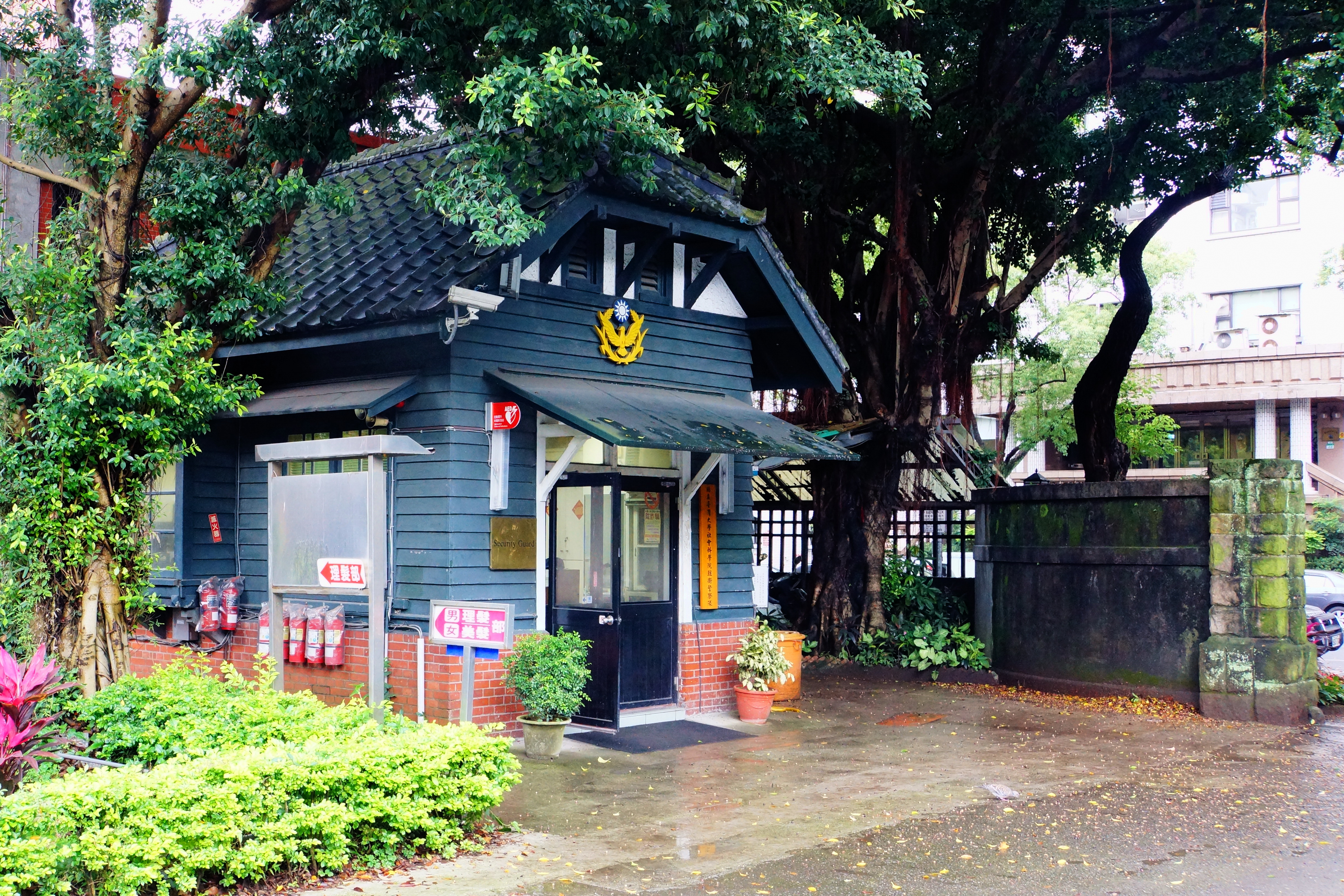
警衛室

## 著名校友
- 石橋政嗣：擔任過日本眾議院議員、日本社會黨委員長。

## 外部連結
- 臺北高等學校寮歌 （页面存档备份，存于）
- 臺大法學院—文化部文化資產局 （页面存档备份，存于）